# Thập niên 300 TCN
Thập niên 300 TCN hay thập kỷ 300 TCN chỉ đến những năm từ 300 TCN đến 309 TCN.